# Mesosemia mamilia
Mesosemia mamilia är en fjärilsart som beskrevs av William Chapman Hewitson 1870. Mesosemia mamilia ingår i släktet Mesosemia och familjen Riodinidae. Inga underarter finns listade i Catalogue of Life.

## Bildgalleri

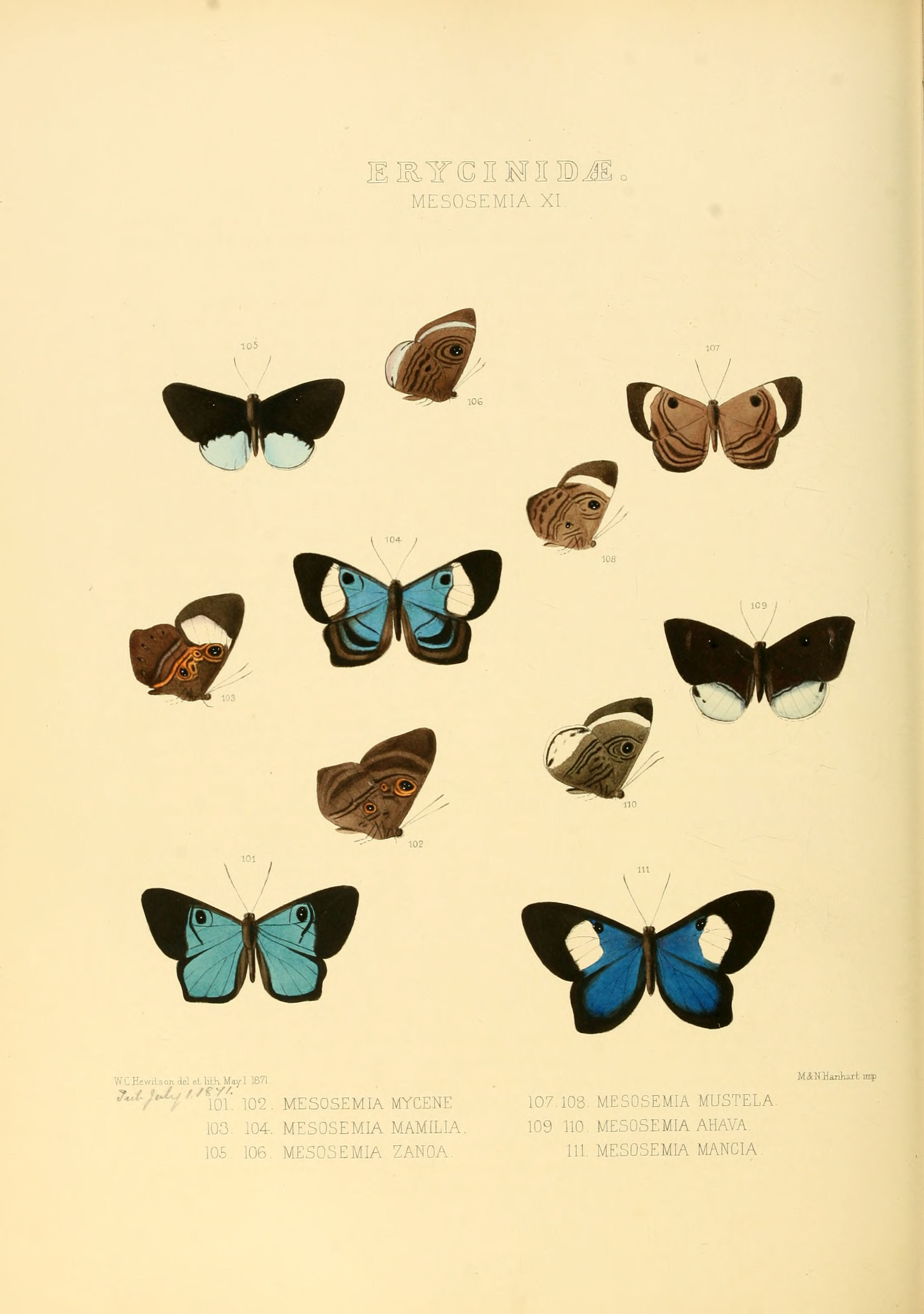